# Saint-Julien-aux-Bois
Saint-Julien-aux-Bois este o comună în departamentul Corrèze din centrul Franței. În 2009 avea o populație de 487 de locuitori.

## Evoluția populației
| An        | 1975 | 1982 | 1990 | 1999 | 2006 | 2009 |
| --------- | ---- | ---- | ---- | ---- | ---- | ---- |
| Populație | 697  | 627  | 584  | 501  | 481  | 487  |